# Крилатий Михайло Семенович
Крилатий Михайло Семенович (нар. 23 вересня 1927, с. Вихватнівці Кам'янець-Подільський район Хмельницька область) — український педагог, публіцист, письменник. Член КПРС.

## Біографія
Михайло Крилатий народився 23 вересня 1927 року в селі Вихватнівці Кам'янець-Подільського району Хмельницької області. Закінчив філологічний факультет Кам'янець-Подільського педагогічного інституту. Працював учителем, директором школи у селі Вітрянка Сокирянського району Чернівецької області. Сатиричні твори друкував у Сокирянській районній газеті «Колгоспне життя» — нині «Дністрові зорі». Пізніше був редактором Путильської (Чернівецька область) районної газети «Радянські Карпати», заступником головного редактора журналу «Дністер», що виходив у місті Хотин Чернівецької області. Автор кількох книг прози та роману «Ватага в горах».